# Georg 3. af Storbritannien
Georg 3. (George William Frederick) (4. juni 1738 – 29. januar 1820) var konge af Storbritannien og Irland fra 25. oktober 1760 til 1. januar 1801 og derefter konge over Det Forenede Kongerige Storbritannien og Irland til sin død. Han var samtidig kurfyrste af Hannover og blev fra 12. oktober 1814 også konge af Hannover efter Napoleon 1.s nederlag.

## Baggrund og egen familie
Georg 3. var søn af prinsesse Augusta af Sachsen-Gotha og prins Frederik Ludvig af Wales. Han var den tredje britiske monark af slægten Hannover, en gren af Huset Welf, og nedstammede fra Henrik Løve. Han giftede sig 8. september 1761 med Charlotte-Sofie af Mecklenburg-Strelitz.
Parret fik 15 børn, deriblandt den senere kong Georg 4. af Storbritannien og hans yngre bror og efterfølger, Vilhelm 4. Kong Georg og dronning Charlottes hof var berygtet for sin strenghed; ikke en gang deres egne børn fik lov til at sidde ned i deres forældres nærvær eller sige noget uden først at være tiltalt. Kongeparret fulgte etiketten så strengt, at de aldrig kunne få et normalt forhold til andre. Ingen - ikke engang gamle, gravide eller invalide - måtte sætte sig ned i kongeparrets nærvær, men var nødt til at stå, ofte i timevis. Fanny Burney beklagede sig over, at man så sig nødt til at bide sig i kinden for at forhindre hoste eller nys; det var nemlig også forbudt.
Georg var enestående blandt hannoveranerne ved sin trofasthed mod sin kone, selv om der gik rygter om, at han i forvejen var hemmeligt gift med kvækerpigen Hannah Lightfoot, som han fik tre børn med.
Georg var Storbritanniens længst regerende mandlige monark og den første Georg, der var født og opvokset i England. I modsætning til sine tyske forgængere forstod han det britiske system og regerede landet som engelske konger.
Georg nåede at blive far til 19 børn; men ved sin død havde han ikke et eneste barnebarn, der var født i ægteskab.

## Regering
Georg fulgte sin farfar på tronen, og med tilnavnet Farmer George (= Landmanden Georg) var han en velmenende og pligtopfyldende regent, som gerne gav sig i snak med sine undersåtter. Samuel Johnson mødte ham og sagde: "Sig om kongen, hvad I vil, men han er den ædleste gentleman, jeg har mødt." Men kongen satte hverken sin fod i Skotland, Wales eller Irland og rejste ikke bortset fra sine ferier i Weybridge. Han forstod sig hverken på videnskab eller kunst, men grundlagde Royal Academy og understøttede personligt astronomen William Herschel. Han syntes, Shakespeare var "trist læsning", men erhvervede sig datidens største bogsamling, som i dag udgør King's library i British Museum. Han havde en oplyst holdning til medicin og behandlingen af sindssygdom, hvad der især gør det så trist og ironisk, at han selv blev offer for så megen uforstand, da han blev syg.
Uheldigvis mente han, at de engelske kolonier i Nordamerika skulle være med til at betale syvårskrigen, som havde tvunget Frankrig til at opgive sine territorier i Nordamerika. Men en stempelafgift og senere en afgift på te vakte kolonisternes vrede og resulterende i Tea Party-opstanden, hvorefter Storbritannien tabte den amerikanske uafhængighedskrig i 1783. Kolonierne rev sig løs og dannede USA. Kong Georgs situation bedrede sig, da William Pitt den yngre samme år blev statsminister, kun 24 år gammel. Det var indledningen på en politisk ret stabil periode omkring 50 år.
Udenrigspolitisk var Georgs regeringstid præget både af tabet af de amerikanske kolonier og af krigen mod Napoléon Bonapartes Frankrig. Briternes sejre ved Trafalgar og Waterloo markerede starten på Storbritanniens tid som verdensmagt. Indenrigspolitisk førte den franske revolution til inddragning af borgerrettigheder, tilsidesættelsen af habeas corpus (værn mod ulovlig fængsling) og forbud mod fagforeninger. En irsk uafhængighedsbevægelse blev brutalt slået ned og Irland indlemmet i det forenede kongedømme United Kingdom. Kong Georg forbød personligt William Pitt at indrømme katolikker stemmeret, så Parlamentets irske medlemmer var udelukkende protestanter; en beslutning med katastrofale følger, der stadig mærkes. Samtidig begyndte industrialiseringen.

## Sindssygdom
Kong Georg fik i 1788 et udbrud af sindssyge, kendt fra filmen The Madness of King George. I juni blev han sendt til Cheltenham for at styrke sig med helsebringende vand. Han vendte tilbage til Windsor efter en måned og virkede rask. Men 17. oktober 1788 blev han syg om aftenen med mavekramper og åndedrætsproblemer. Han snakkede løs og blev voldsom mod omgivelserne, inden han faldt i koma og så ud til at være døden nær. Lægerne mente først, at det drejede sig om "flyvegigt" i fødderne, men at den havde forflyttet sig til hans hoved. Diverse remedier blev anvendt for at drive den tilbage til fødderne; men til sidst blev lægerne enige om, at der var tale om sindssygdom.
Mange af de bedst kendte historier om kongens galskab stammer fra en pamflet udgivet af Philip Withers i 1789, History of the Royal Malady by a Page of the Presence, som påstod, at Georg havde givet hånd til et egetræ i den tro, at det var Frederik den Store. Her var der tale om falske og overdrevne anekdoter. De kongetro prøvede at dysse kongens sygdom ned, mens whig'erne overdrev dem. I 1789 blev Georg erklæret rask, og først i 1801 kom der et tilbagefald, hvor han igen endte med at gå i koma. Igen kom han sig, men i juni 1804 blev han syg igen i nogen tid. Dronning Charlotte havde været bekymret og ret forlegen over hans tidligere sygdomsudbrud; nu var hun direkte bange for ham, og sørgede for aldrig at være i enrum med ham. Om aftenen låste hun sin soveværelsesdør og slap ham aldrig ind. Denne afvisning virkede stærkt på kongen, som blev helt ude af sig. Permanent blev situationen først efter tilbagefaldet i oktober 1810, da han igen blev lagt i spændetrøje. I 1811 gav lægerne erklæring for Parlamentet om, at Rex noster insanit (= Vor konge er sindssyg). Han, der havde været strengt monogam, bestormede den 70-årige hofdame lady Elizabeth Pembroke med kærlighedsbreve og obskøne forslag. De sidste 8-9 år af sit liv var kong Georg blind og døv og tilbragte dagene alene i Windsor-slottet. Her spillede han lidt på harpe, talte med døde venner og blottede sig for tjenerskabet.
Frygt for nedarvet sindssygdom gjorde det svært for kong Georgs seks døtre at finde passende ægteskabskandidater. USA's præsident John Adams ytrede ønske om at finde en svigerdatter blandt dem, men ombestemte sig.

### Diagnose
Årsagen til kongens sindslidelse har været omdiskuteret. London Chronicle fastslog, at den "udelukkende skyldtes det vand, han havde drukket i Cheltenham". 1800-tallets historikere begrundede sindssygdommen med, at han ikke havde elskerinder. Som ung var Georg tilbøjelig til depressioner i sådan en grad, at han et par gange ville frasige sig kongeværdigheden. Sindslidelsen blev også begrundet med tabet af de amerikanske kolonier; men uafhængighedskrigen var afsluttet seks år inden det første sygdomsudbrud. Bogen King George and the Mad Business af Ida Macalpine og Richard Hunter fra 1969 sagde, at kongen havde lidt af porfyri, en stofskiftesygdom, som påvirker centralnervesystemet. I så fald var kongen ikke virkelig sindssyg, men led af en arvelig stofskifteforstyrrelse.
Porfyri er dog udelukket som kong Georgs diagnose. Han havde tretten overlevende børn med efterkommere i omtrent alle nuværende europæiske kongehuse. Porfyri er arvelig og skulle være brudt ud hos en lang række af dem. Charles 3. af Storbritannien, som er en af dem, lod sig overtale (mens han var prins) til at skrive forordet i en biografi om kong Georg, hvor han skriver som sin opfattelse, at kong Georg blev syg af blyforgiftning. Den sidste sygdomsperiode kan ud fra symptomer og alder skyldes senil demens.

## Andet
Den 6. ældste by i Sydafrika, George, er opkaldt efter Georg 3.

## Eksterne links
- Georg III. på hjemmesiden Die Welfen (tysk)

| Georg 3.Huset HannoverSidelinje af Huset WelfFødt: 4. juni 1738 Død: 29. januar 1820                                    |                                              | |
| Titler som regent |                                              | |
| Foregående: Georg 2. | Konge af Storbritannien 1760–1800            | Efterfølgende: Kongeriget Storbritannien forenet med Kongeriget Irland til Det Forenede Kongerige Storbritannien og Irland |
| Foregående: Georg 2. | Konge af Irland 1760–1800                    | Efterfølgende: Kongeriget Storbritannien forenet med Kongeriget Irland til Det Forenede Kongerige Storbritannien og Irland |
| Foregående: Kongeriget Storbritannien forenet med Kongeriget Irland til Det Forenede Kongerige Storbritannien og Irland | Konge af Storbritannien og Irland 1801-1820  | Efterfølgende: Georg 4. |
| Foregående: Ny titel | Konge af Hannover 1814-1820                  | Efterfølgende: Georg 4. |
| Foregående: Georg 2. | Kurfyrste af Braunschweig-Lüneburg 1760–1814 | Efterfølgende: Kurfyrstendømmet Braunschweig-Lüneburg ophøjet til Kongeriget Hannover                                      |